# Andreas Isachsen
Andreas Hornbeck Isachsen, född 1829 i Grimstad, död 1903, var en norsk skådespelare.
Hornbeck Isachsen var en av huvudkrafterna vid Christiania Theater och utmärkte sig med sin realistiska skådespelarkonst. Bland hans roller återfinns titelrollen i William Shakespeares Hamlet, Krogstad i Henrik Ibsens Ett dockhem och Berent i Bjørnstjerne Bjørnsons Ett handelshus.